# بکی جیمز
بکی جیمز (انگلیسی: Becky James؛ زادهٔ ۲۹ نوامبر ۱۹۹۱) یک دوچرخه‌سوار اهل بریتانیا است.
وی در مسابقات کشوری و بین‌المللی در مجموع برنده ۲ مدال طلا، ۳ مدال نقره، ۷ مدال برنز شده‌است.

## افتخارات
جیمز در المپیک ۲۰۱۶ ریو در دو رشتهٔ کیرین و اسپرینت انفرادی مدال نقره را به دست آورد.
در مسابقات جهانی دوچرخه‌سواری در سال ۲۰۱۳ دو مدال طلا و دو مدال برنز کسب کرد. هم‌چنین در سال‌های ۲۰۱۴ و ۲۰۱۶ به سه مدال برنز دیگر در مسابقات جهانی دست یافت.